# Corriente circumpolar antártica

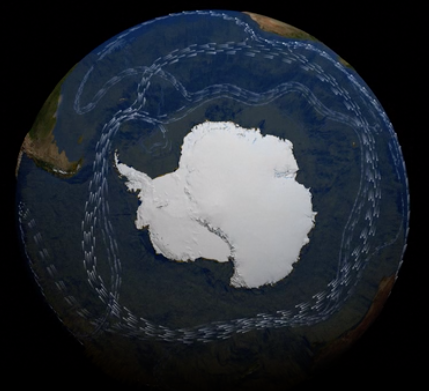
La corriente circumpolar antártica comunica los océanos Atlántico, Índico y Pacífico.

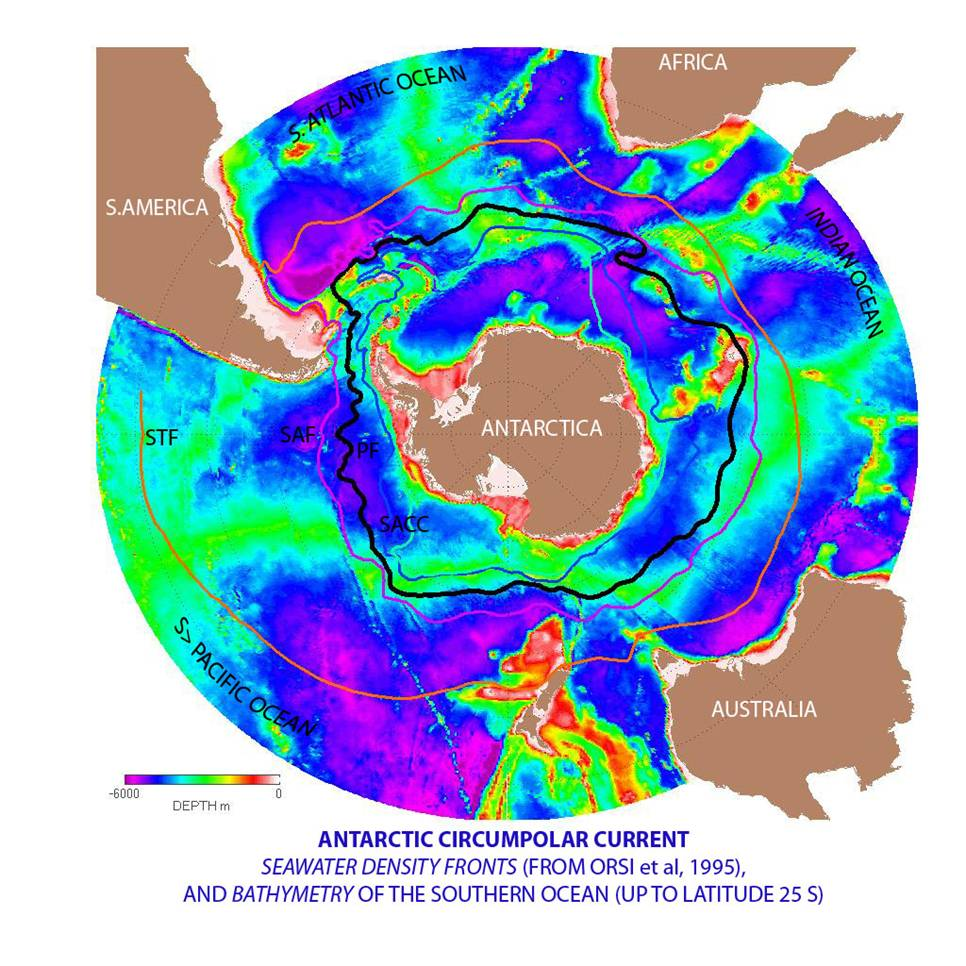
La corriente circumpolar antártica con la delimitación de los distintos frentes de densidad del agua de mar y una batimetría del océano Austral.

La corriente circumpolar antártica (CCA) es una corriente marina de aguas relativamente frías que fluye de oeste a este alrededor de la Antártida, es decir, en sentido horario visto desde el polo sur. La CCA es la característica dominante de la circulación del océano Antártico. Gira en sentido oeste a este, es decir, con la misma dirección del movimiento de rotación y viene a ser la única corriente austral que compensa el movimiento de este a oeste de las corrientes localizadas en la zona intertropical. Aunque en el hemisferio norte la situación es la misma, la existencia de Europa y América del Norte complica la trayectoria de dicha corriente, que también sería circumpolar de no existir estos continentes. El equivalente de la corriente circumpolar antártica en el hemisferio norte serían las corrientes del Golfo y de Kuro Shivo (en el Atlántico y Pacífico, respectivamente) como corrientes cálidas y sus corrientes opuestas frías que traen agua muy fría hacia el sur: la corriente Oriental de Groenlandia, la del Labrador y la de Oyashio. Como consecuencia de estas diferencias, en el hemisferio norte, las aguas cálidas llegan a rodear el cabo norte de Europa que siempre está libre de hielos pero en cambio, la contraparte de las corrientes frías señaladas permite la deriva de los icebergs procedentes de Groenlandia muy al sur (latitudes de Nueva Inglaterra, donde naufragó el Titanic). Así, más que impedir que las aguas cálidas lleguen a la Antártida, la corriente circumpolar antártica lo que hace es impedir que los icebergs procedentes de la Antártida lleguen a latitudes tan bajas como ocurre en el hemisferio norte.

## Origen
Como sucede con todas las corrientes, su formación se debe al movimiento de rotación terrestre con intervención de otros factores como es la configuración de las costas que contribuyen a desviar dichas corrientes, aunque en el caso de la corriente Circumpolar Antártica se desplaza a unas latitudes en las que no existen tierras: el estrecho de Drake, entre América del Sur y la Antártida solo contribuye a acelerar ligeramente la velocidad de la corriente, pero no a desviarla, por encontrarse en la latitud en la que se desplaza por el movimiento de rotación terrestre. Cumple, obviamente, con el llamado efecto de Coriolis, que desvía parcialmente la trayectoria de esta corriente hacia la derecha en el hemisferio sur, es decir, hacia el propio continente  antártico.

## Estructura
La CCA conecta los océanos Atlántico, Pacífico e Índico, sirviendo como principal vía de comunicación entre ellos. La corriente está fuertemente limitada por las masas de tierra y las características batimétricas. Comenzando en Sudamérica (especialmente en torno al Cono Sur), la corriente fluye a través del paso de Drake entre este continente y la península Antártica y luego se divide por el Arco del Scotia, al este, con una rama superficial relativamente cálida que fluye hacia el norte por la corriente de las Malvinas, y una rama más profunda que pasa por el Arco más al este antes de girar también hacia el norte. Continuando por el océano Índico, la corriente es dividida por la meseta de Kerguelen, con la mayor parte del flujo pasando por el norte. Sigue al sur de Nueva Zelanda, contorneando la Meseta Campbell, primero desviándose el sur y luego desplazándose al norte otra vez. También se produce una deflexión a su paso por la dorsal oceánica del sudeste del Pacífico.

## Formación
La CCA se formó cerca del límite Eoceno-Oligoceno, cuando la Antártida y Sudamérica finalmente se separaron para formar el Paso de Drake hace unos 34-30 millones de años. En este momento la Antártida quedó aislada de las aguas más cálidas y se enfrió. Los glaciares empezaron a formarse sobre el continente que anteriormente estaba cubierto por bosques.
Sin embargo, la atracción de la Antártida sobre las aguas de la CCA no se ha explicado de manera convincente. Al parecer, esta atracción se debe, no solo a la rotación terrestre, sino a la propia forma de la Tierra, ya que el abultamiento ecuatorial se tiene que compensar, necesariamente, con un achatamiento polar, estando el fondo submarino en el Antártico mucho más profundo con relación a las tierras ecuatoriales, lo que equivale a decir que las aguas oceánicas superficiales son atraídas hacia dicha zona que, al estar más cerca del centro de la Tierra (unos 10 km, dependiendo en su mayor parte de la latitud del lugar) ejercen una mayor atracción por la fuerza centrípeta sobre dichas aguas por lo que forman una especie de bucles que se dirigen hacia las costas de la Antártida y que limitan el avance de los icebergs hacia el norte, quedando confinados hacia dicho continente. Sería el efecto inverso de la rotación terrestre de lo que sucede en el ecuador, donde predomina la fuerza entrífuga, que es la que explica la dirección de la corriente ecuatorial, una corriente que, por inercia, se dirige de este a oeste, en sentido contrario al propio movimienton de rotación.  
Fue observada por primera vez en el 1699-1700 por el astrónomo británico Edmond Halley, mientras exploraba la región a bordo del buque HMS Paramore. A continuación fue descripta en los diarios de bordo por célebres exploradores como James Cook, en el 1772-1775, Thaddeus Bellingshausen en el 1819-1821 y James Clark Ross en el 1839-1843.